# ルイス・カルロス・ブローロ
ブローロこと、ルイス・カルロス・ブローロ（Luiz Carlos Brollo、1962年11月26日 - ）は、ブラジル出身のサッカー指導者（フィジカルコーチ）。

## 来歴
ニカノール政権下時代の1996年に柏レイソルのフィジカルコーチ（フィジコ）として来日。翌1997年もフィジコとしてニカノールを支える。
1998年シーズン、ニカノールが柏を退団し、ヴェルディ川崎（当時）の監督に就任した為にブローロも共にV川崎へと移りフィジコを務める。
シーズン途中にニカノールがV川崎を解任されるとブローロもその後ブラジルへと戻り、古巣のグアラニ、サントスといったクラブでフィジコとして活躍。
2002年、西野朗がガンバ大阪の監督に就任すると同時にブラジルからブローロを呼び寄せ、以後西野の長期政権を影で支えることとなる。
ちなみに西野とは柏時代にヘッドコーチとフィジコという旧知の間柄であった。2011年、西野のガンバ大阪退団に伴いG大阪を退団。
2012年6月、西野が新監督となったヴィッセル神戸のフィジカルコーチに就任した。
2014年からは名古屋グランパスのフィジカルコーチに就任。2015年末に退任。
2019年から横浜FCのフィジカルコーチに就任。2021年12月3日、退任が発表された。

## 指導歴
- 1986年 - 1989年  パウリスタFC
- 1990年  タウベートEC
- 1991年 - 1994年  エスポートクラブ
- 1994年 - 1995年  グアラニFC
- 1996年 - 1997年  柏レイソル
- 1998年  ヴェルディ川崎
- 1999年  グアラニFC
- 2000年  サントスFC
- 2001年  ECジュベントゥージ
- 2002年 - 2011年  ガンバ大阪
- 2012年 - 2013年  ヴィッセル神戸
- 2014年 - 2015年  名古屋グランパス
- 2019年 - 2021年  横浜FC

全てフィジカルコーチとしての指導